# Comité américain pour les régions dévastées
Pour les articles homonymes, voir Card.
Le Comité américain pour les régions dévastées ou CARD (en anglais  American Committee for Devastated France (ACDF)) a été fondé par la philanthrope Anne Morgan (1879-1952) et son amie Anne Murray Dike (1878-1929), le 31 mars 1918.
Il poursuit la mission de la section civile de l'American Fund for French Wounded (AFFW), qui s'est installée en 1917 en France à Blérancourt, près du front, dans les ruines du château, pour venir en aide aux populations des régions libérées lors du repli allemand de mars 1917 en Picardie.

## Anne Morgan
Anne Morgan était la plus jeune fille du banquier John Pierpont Morgan. Sa personnalité autoritaire et son statut social élevé ont aidé au rassemblement de potentielles volontaires et de fonds lors d’un voyage à travers les États-Unis. Anne Murray Dike, médecin, organisait le travail sur le terrain en France.
Anne Morgan utilisait des photographies pour monter la souffrance de la France, nation qui avait fourni une aide cruciale lors de la Révolution américaine. Les images de communautés détruites et des Français réfugiés mettaient en lumière le coût humain de la guerre.

## Le recrutement des volontaires
Les volontaires sur le terrain laissent leur vie confortable aux États-Unis. Anne Morgan expliquait aux candidates qu’elles devraient faire face à un travail difficile et à la dévastation. « Nous ne voulons pas de touristes qui voudraient passer une demi-année sur les champs de bataille français » rapportait le New York Times. Les femmes vivaient dans des casernes et travaillaient de longues heures.
Les volontaires devaient parler français, détenir un permis de conduire et payaient leurs propres dépenses : 1 500 $ pour un séjour volontaire de six mois. L’uniforme bleu, requis, fait sur mesure par la compagnie B. Altman, coûtait 45 $. Le autres dépenses étaient assurées par Anne Morgan mais aussi grâce à de nombreux dons notamment américains.

## Des volontaires célèbres
Le CARD emploie environ 350 volontaires américaines et intervient dans différents domaines (santé, logement, loisirs, éducation...).
Beaucoup de femmes médecins américaines (on en recense 6000 pendant la première Guerre Mondiale) voulaient servir en Europe. Le corps médical militaire n’acceptant pas les femmes, le comité leur apportait cette opportunité.
Mary Carson Breckinridge (1881-1965) gagna une expérience, auprès du CARD, dans l’Europe d’après-guerre qui l’inspira pour créer le Kentucky Committee for Mothers and Babies, devenu depuis Frontier Nursing Service (en).
Anna Lander West McDonnel (1876-1966), plus jeune fille de Charles et Marguerite Rode Lander West était également volontaire au CARD. Elle avait déménagé à Paris avec son mari, Hugh McDonnell en 1907. Veuve, en 1910, propriétaire terrienne en France et sans enfant, elle était infirmière à Bordeaux, jusqu’au début de la première Guerre Mondiale. Elle revient en France en 1918 pour servir le comité.
La future diplomate Lucile Atcherson Curtis a été transférée à Paris pour être directeur du personnel du CARD. En décembre 1919 elle reçoit la Médaille de la Reconnaissance Française pour son travail.
Mary Rutherfurd Jay, architecte paysagiste, rejoignit les rangs du CARD pour commander l’unité agricole qui encourageait les soldats blessés à cultiver des plantations.

Après la guerre, cette organisation participe activement à la reconstruction de la région. Les volontaires retournent pour la plupart aux États-Unis en 1924, après avoir formé des Français pour continuer leurs actions.

## Les actions du CARD
Les volontaires qui avaient le permis de conduire pouvaient intégrer le service automobile. Soixante-trois voitures Ford et camionnettes Dodge avaient été achetées pour l'évacuation des blessés et l'approvisionnement des populations.
Dès la fin de la guerre, le CARD ouvrait des magasins afin de réapprovisionner les populations du nécessaire (nourriture, vêtements, linge de maison, meubles). Pour atteindre les communes les plus reculées, des magasins roulants circulaient dans le département de l'Aisne. Peu à peu, les magasins du CARD fermaient pour laisser la place à des commerçants locaux.
Les Américaines du CARD embauchaient des habitants de la région pour reconstruire les bâtiments détruits par les Allemands et cultiver la terre. Elles apportaient des outils et des conseils. L'agriculture était la principale activité économique du département, avant la guerre. Il était donc indispensable de la relancer rapidement.

## Dissolution du C.A.R.D et fondation de l'A.H.S.A
En 1924, Anne Morgan considère la mission principale du C.A.R.D comme terminée, et décide de dissoudre le comité. Cependant, elle ne veut pas que le réseau d'aide humanitaire qui s'est créé pendant la guerre et l'après-guerre disparaisse. Ainsi, afin que les infirmiers et médecins puissent poursuivre leur travail dans la région, le Comité Américain fonde l'Association d'Hygiène Sociale de l'Aisne (A.H.S.A), présidé par Anne Murray Dike.
Si l'A.H.S.A est une association différente du C.A.R.D, elle fonctionne cependant comme s'il s'agissait de la même organisation, héritant du C.A.R.D à la fois le personnel et le savoir-faire qui le caractérise. En effet, bien qu'étant une association française, l'A.H.S.A entretient des liens étroits avec Anne Morgan et d'autres partenaires américains.

## L'A.H.S.A de nos jours (Association Médico Sociale Anne Morgan)
En 1953, après le décès d'Anne Morgan, l'Association décide de changer son nom en «Association Médico-Sociale Anne Morgan» (AMSAM),, en l'honneur de leur fondatrice. Toujours en activité, l'A.M.S.A.M constitue l'une des plus grosses associations du département de l'Aisne. Avec le temps, l'A.M.S.A.M a élargi ses services et s'est concentrée sur des activités d'aide et de soins à domicile, tout en luttant contre toute forme d'exclusion. Son siège social est situé à Soissons.